# Piper betleoides
Piper betleoides är en pepparväxtart som beskrevs av C. Dc.. Piper betleoides ingår i släktet Piper och familjen pepparväxter. Inga underarter finns listade i Catalogue of Life.